# Кирьян, Михаил Митрофанович
Михаил Митрофанович Кирьян (1921―2000) ― советский военный историк, генерал-лейтенант, доктор военных наук, профессор, Заслуженный деятель науки  РСФСР.

## Биография
Родился 27 сентября 1921 года в селе Бутовая Долина Великобагачанского уезда Полтавской губернии в крестьянской семье.
В 1941 году окончил Житомирское пехотное училище. На фронтах Великой Отечественной войны с 1941 по 1943 год последовательно командовал взводом, ротой, батальоном.
Два раза был ранен, после второго ранения служил в запасном полку с 1944 по 1945 год. Войну закончил в звании капитана.
В 1947 году окончил исторический факультет Дагестанского педагогического института, затем, в 1951 году, Военную академию имени М. Фрунзе.
В 1954 году назначен начальником политотдела Вычислительного центра Министерства обороны СССР. В 1955 году начинает преподавать на кафедре общей тактики Академии имени Фрунзе, с 1957 – заместитель начальника, а с 1959 года ― начальник научно-исследовательского отдела. В 1965 году стал начальником кафедры Военной академии имени М. Фрунзе.
В 1961 году защитил докторскую диссертацию, в 1965 году избран профессором.
С 1972 по 1988 год работает в Институт военной истории Министерства обороны СССР. Также в 1972–1980 годах был главным редактором «Советской военной энциклопедии». 
В 1981 году ему присвоено почётное звание «Заслуженный деятель науки РСФСР».
В конце 1990-х годов работал консультантом Музея Великой Отечественной войны на Поклонной горе.
Умер 3 ноября 2000 года в Москве, похоронен на Донском кладбище.

## Научная деятельность
Исследовал историю Великой Отечественной войны, вооруженные силы стран НАТО. Изучал военную стратегию и тактику Советской Армии, историографию Второй мировой войны.
В 1980-х годах одним из первых обратил внимание на необходимости объективного освещения начального этапа войны Германии с СССР. Кирьян указывал в своих трудах, что причины разгрома Красной Армии в первые месяцы войны и быстрое продвижение на восток немцев кроются не только в неожиданности нападения или количественном превосходстве Вермахта, но и в неготовности советского командования к войне такого масштаба.
Исследовал историю отечественной военной мысли XVIII–XX веков. Участвовал в написании краткого исторического очерка, в которой рассматривается возникновение и развитие русской и советской военно-энциклопедической литературы с начала XVIII века до наших дней. Написал ряд статей по военному делу для «Большой советской энциклопедии» (1969–78). Был редактором второго издания словаря-справочника «Великая Отечественная война, 1941–1945» (1987).

## Сочинения
- С Сандомирского плацдарма (Наступление 5-й гвардейской армии в январе 1945 г.). М., 1960
- Внезапность в операциях вооруженных сил США. М., 1982 (в соавторстве)
- Проблемы военной теории в советских научно-справочных изданиях. М., 1985[2]
- Внезапность наступательных операций Великой Отечественной войны. М., 1986 (в соавторстве)
- История военного искусства. М., 1986 (в соавторстве)
- Государства НАТО и военные конфликты. Военно-исторический очерк. М., 1987 (в соавторстве)
- Фронты наступали. По опыту Великой Отечественной войны. Краткий историко-теоретический очерк. М.: Наука,1987. (в соавторстве)

## Награды
- Орден Отечественной войны II степени
- Медаль «За оборону Кавказа»
- Медаль «За отвагу»
- Медаль «За победу над Германией в Великой Отечественной войне 1941–1945 гг.»[3]
- Заслуженный деятель науки РСФСР